# Wahlvorbereitungsurlaub
Wahlvorbereitungsurlaub ist unbezahlter Urlaub für Kandidaten, um ihren Wahlkampf vorzubereiten und durchzuführen.
Ein Kandidat für den Deutschen Bundestag hat in Deutschland das Recht, innerhalb der letzten zwei Monate vor dem Wahltag auf Antrag Urlaub von bis zu zwei Monaten zu erhalten. Dieses Recht findet sich in § 3 des Abgeordnetengesetzes und ist im Grundgesetz Artikel 48 Absatz 1 verankert.
Das gleiche Recht hat ein Kandidat aus Deutschland für die Wahl zum Europaparlament gemäß § 4 des EU-Abgeordnetengesetzes.
Außerdem regeln folgende Landesgesetze den Wahlvorbereitungsurlaub für die jeweiligen Landtage:
- Bayern: Art. 41 Bayerisches Abgeordnetengesetz[1] für den Bayerischen Landtag – Wahlvorbereitungsurlaub nur für Beamte.
- Thüringen: § Thüringer Abgeordnetengesetz[2] – Wahlvorbereitungsurlaub für alle Kandidaten